# Lagarde-d’Apt
Lagarde-d’Apt ist eine französische Gemeinde mit 30 Einwohnern (Stand 1. Januar 2022) im Département Vaucluse und in der Region Provence-Alpes-Côte d’Azur. Sie gehört zum Arrondissement Apt und zum Kanton Apt. Die Bewohner nennen sich Lagardiens.

## Geographie
Auf dem Plateau d’Albion in über 1000 m Höhe gelegen, ist es das höchstgelegene Dorf im Pays d’Apt. Vom Signal de Saint-Pierre aus bekommt man einen Blick auf den Mont Ventoux und die Montagne de Lure bis hin zu den schneebedeckten Gipfeln der Voralpen.
Lagarde-d’Apt ist umgeben von Lavendelfeldern und einem Buchenwald, von dem 124 Hektar als Bioreservat (RBI) streng geschützt sind. Darüber hinaus befindet sich die Gemeinde innerhalb des Regionalen Naturparks Luberon.
Die angrenzenden Gemeinden sind Saint-Christol im Norden und Nordosten, Simiane-la-Rotonde im Osten, Rustrel im Süden und Villars im Westen.

## Geschichte
Der Ort wurde im 13. Jahrhundert erstmals erwähnt, und bereits im 12. Jahrhundert existierten dort drei Kirchen. Die ersten Herren waren die Simiane, bevor das Gebiet in den Besitz der Grafen von Sault überging.
Die Gemeinde entstand erst aus dem Wunsch des französischen Marschalls Charles I. de Créquy, 1626 auf seinem Landgut auf dem Plateau ein Dorf zu gründen. So bot er dreizehn Familien Land an, die es jedoch vorzogen, sich auf dem Gut niederzulassen, anstatt sich zu einem Dorf zusammenzuschließen.
Während des Zweiten Weltkrieges war Lagarde d’Apt eine Hochburg der Résistance. Unter der Führung von Fernand Jean und den Maquis Ventoux fanden hier zahlreiche Fallschirmabwürfe statt.
1971 wurde eine militärstrategische Anlage auf dem Plateau d’Albion gebaut. Diese Anlage war Teil der französischen nuklearen Abschreckungskräfte und blieb bis 1996 in Betrieb. Auf dem Raketenstartgelände befindet sich heute eine Sternwarte.

### Bevölkerungsentwicklung
| 1962 | 1968 | 1975 | 1982 | 1990 | 1999 | 2006 | 2016 |
| ---- | ---- | ---- | ---- | ---- | ---- | ---- | ---- |
| 27   | 37   | 40   | 40   | 33   | 26   | 36   | 37   |

## Sehenswürdigkeiten
- Kapelle Notre-Dame-de-Lamaron, 1667 auf einer ehemaligen Einsiedelei errichtet[5]

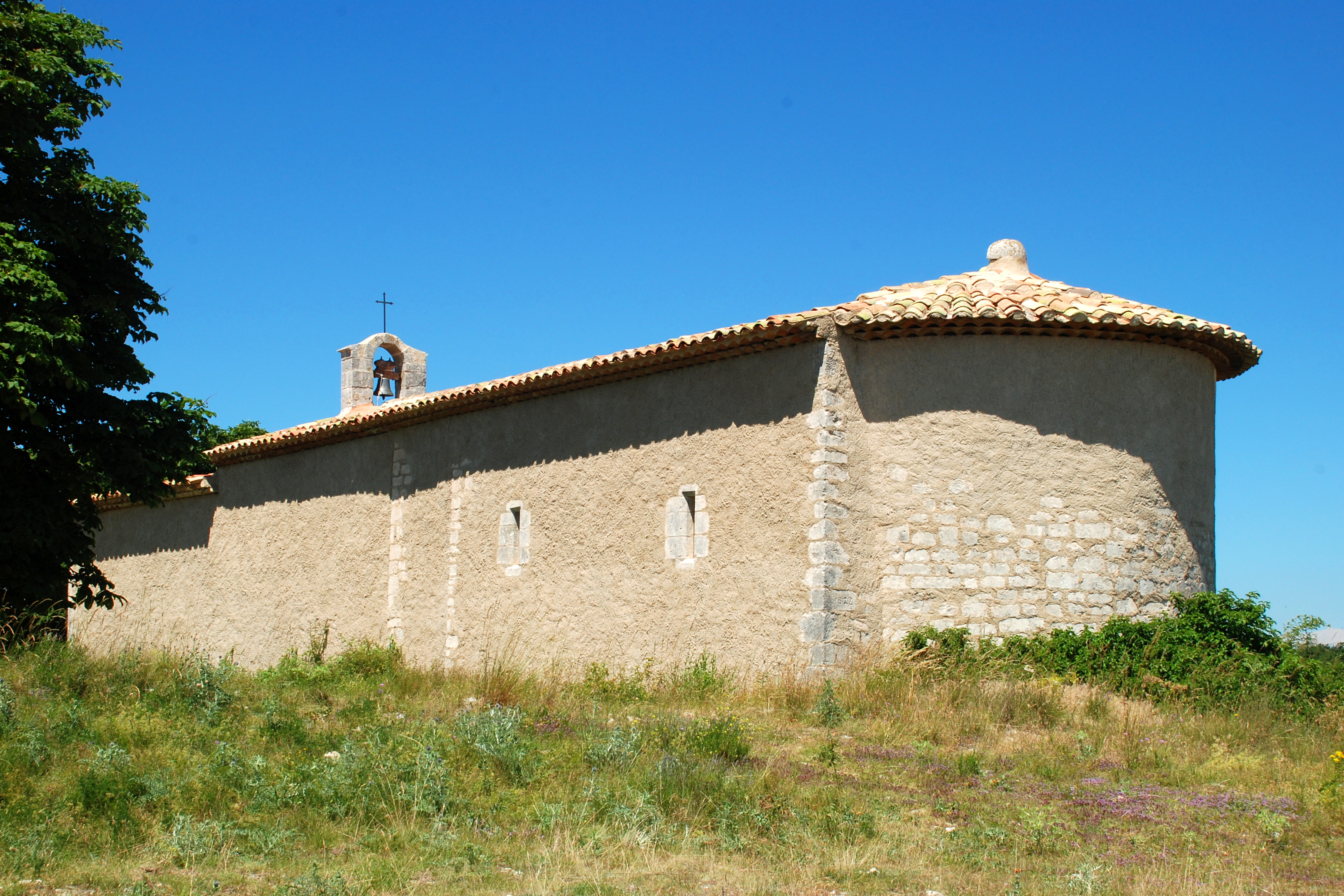
Kapelle Notre-Dame-de-Lamaron
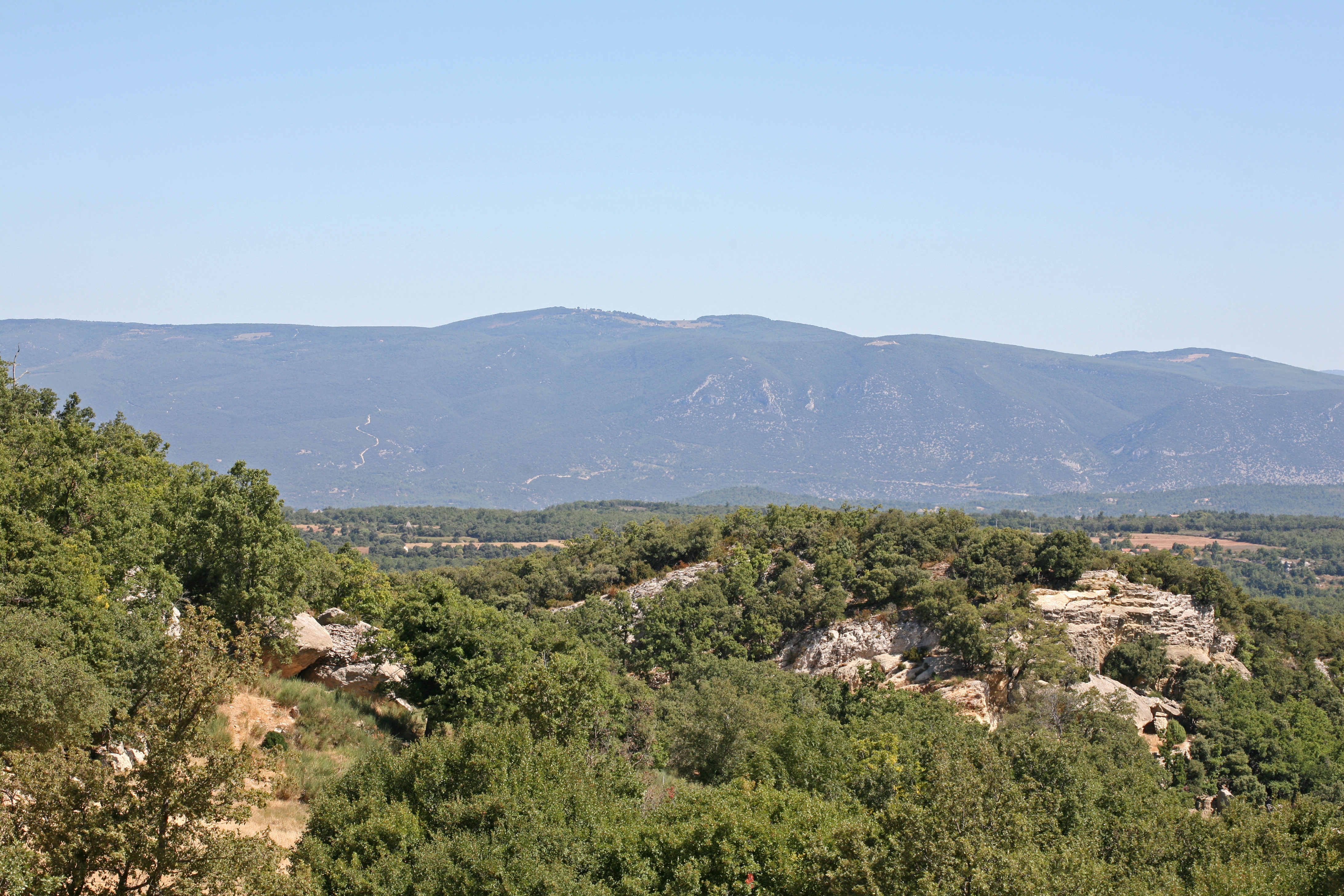
Signal de Saint-Pierre
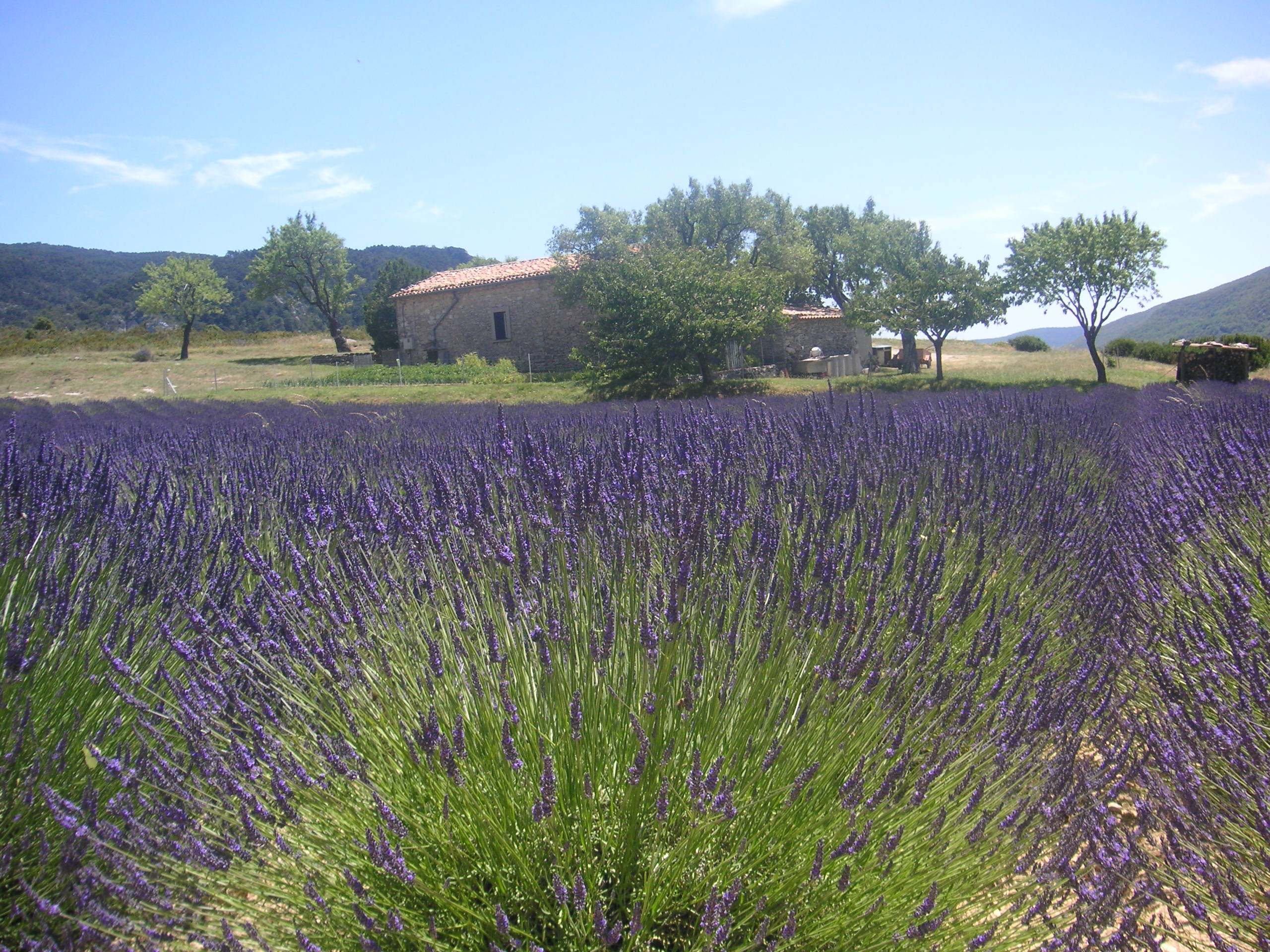
Lavendelfeld

## Wirtschaft
Lagarde-d’Apt ist ein lokales Zentrum für den Anbau und die Destillation von Lavendel für die Parfümindustrie und beherbergt zwei Destillerien. Allein in der Gemeinde werden 20 % des französischen Feinlavendels produziert. Der Lavendelanbau in Lagarde wird seit sieben Generationen im Familienbetrieb gepflegt.